# 偰斯
偰斯，應天府溧陽縣人，元末明初官员。

## 生平
偰斯是合剌普华的曾孙，偰文质之孙，偰理台第五子，偰长寿、偰庆寿、偰眉寿兄弟的堂叔。元朝擔任嘉定州知州，后歸降朱元璋。洪武元年（1368年），授兵部員外郎；同年擢尚寶符寶郎；洪武三年（1370年），改尚寶司丞。洪武四年，擔任太安州知州。洪武六年（1373年），陞河間府知府。洪武九年（1376年），擔任戶部郎中，后升任戶部尚書、山西左參政。洪武十三年正月，召拜吏部尚書；二月，改禮部尚書。同年因年老致仕。
洪武三年（1370年），高麗遣使上表來貢方物，朝廷遣斯齎印封之，改尚寶司丞，以祝文牲幣祭其境內山川。偰斯是第一位出使高丽的明朝使臣。